# Sabirabad
Sabirabad (do 1931 Pietropawłowka) – miasto we wschodnim Azerbejdżanie, stolica rejonu Sabirabad. Liczy 30 600 mieszkańców. Miasto zostało przemianowane na cześć poety Mirzy Alakbara Sabira.